# 3-メチルピリジン
3-メチルピリジン（3-methylpyridine）あるいは、3-ピコリン（3-picoline）は、化学式3-CH3C5H4Nで表される有機化合物。無色の液体であり、製薬や農業などの分野で利用されるピリジン誘導体を合成する際の前駆体として用いられる。ピリジンと同様、強い不快臭を持っており、弱い塩基性を示す。
日本では、消防法による危険物（第四類 第二石油類 水溶性）に指定されている。

## 合成
3-メチルピリジンは工業的には、アクロレインとアンモニアから合成される。
{\displaystyle {\ce {2CH2CHCHO\ + NH3 -> 3-CH3C5H4N\ + 2H2O}}}
この反応は非選択的であり、より有効な合成法としては、アクロレインとプロピオンアルデヒド、アンモニアを出発原料とした方法が挙げられる。
{\displaystyle {\ce {CH2CHCHO\ + CH3CH2CHO\ + NH3 -> 3-CH3C5H4N\ + 2 H2O\ + H2}}}
また、3-メチルピリジンはチチバビンのピリジン合成において、副生成物としても得られる。世界中で、年間約9,000トンの3-メチルピリジンが生産されている。

## 利用
3-メチルピリジンは、クロルピリホスのような農薬の原料として利用されている。クロルピリホスは3,5,6-トリクロロ-2-ピリジノールから合成され、こちらの化合物は3-ピコリンを原料としており、3-シアノピリジンを経由する。3-シアノピリジンは、3-ピコリンのアンモ酸化によって得られる。
{\displaystyle {\ce {3-CH3C5H4N\ +{\tfrac {3}{2}}O2\ +NH3->3-NCC5H4N\ +3H2O}}}
3-シアノピリジンは、3-ピリジンカルボキシアミドの前駆体であり、さらにこちらは3-ピリジンカルボキシアルデヒドの前駆体である。
{\displaystyle {\ce {3-NCC5H3N\ +[H]\ +{\mathit {catalyst}}->3-HC(O)C5H4N}}}
ピリジンカルボキシアルデヒドは有機リン系のアセチルコリンエステラーゼ阻害剤による中毒に対する解毒剤として利用されている。

## 環境への振舞い
3-メチルピリジンを含むピリジン誘導体は環境汚染物質であり、オイルシェールや石炭などの化石燃料を処理する際に発生する。また、原油が流出した際の水溶性部分からも発見されている。つまり、3-メチルピリジンの水溶性の高さは、水を汚染する能力を高めていることになる。3-メチルピリジンは生分解性であるが、分解速度は2-メチルピリジンや4-メチルピリジンよりかは遅い。

## ナイアシンの前駆体

ナイアシン（ニコチン酸）の構造式

3-メチルピリジンはビタミンBの一種である、ナイアシン（ビタミンB3）の主な前駆体である。ナイアシンとは、ニコチン酸とニコチン酸アミドの総称である。ニコチン酸は1867年にニコチンの酸化的分解によって初めて合成された。現在生産されている60%以上のナイアシンは、家畜やペットの餌の食品添加物として消費されている。また、ナイアシンはガン治療薬、抗菌物質、殺虫剤を合成する際の前駆体としても利用される。年間約1万トンのナイアシンが世界で生産されている。
ナイアシンは、3-シアノピリジン（ニコチノニトリル）の加水分解によって得られ、3-シアノピリジンは3-メチルピリジンのアンモ酸化により生成する。アンモ酸化において、アンチモンやバナジウム、チタン等が触媒として利用されているが、より環境負荷の小さい触媒としてマンガンで置換したアルミノリン酸塩、非腐食性の酸化剤としてアセチルペルオキシボレート化合物を用いる方法が試されている 。これらの組み合わせを用いると有害な窒素酸化物を放出しないため、従来の方法と比較して環境負荷が小さいと考えられる。